# Poona Piagapo
Poona Piagapo ist eine philippinische Stadtgemeinde in der Provinz Lanao del Norte. Sie hat 27.018 Einwohner (Zensus 1. August 2015).

## Baranggays
Poona Piagapo ist politisch in 26 Baranggays unterteilt.
| - Alowin - Bubong-Dinaig - Caromatan - Daramba - Dinaig - Cabasaran - Kablangan - Cadayonan - Linindingan - Lumbatan - Lupitan - Madamba - Madaya | - Maliwanag - Nunang - Nunungan - Pantao Raya - Pantaon - Pened - Piangamangaan - Pendolonan - Poblacion (Lumbacaingud) - Sulo - Tagoranao - Tangclao - Timbangalan |